# 교열걸
《교열걸》(일본어: 校閲ガール)은 미야기 아야코의 소설 시리즈이다.

## 텔레비전 드라마
《수수하지만 굉장해! 교열걸 코노 에츠코》(일본어: 地味にスゴイ! 校閲ガール・河野悦子)의 타이틀로, 2016년 10월 5일부터 12월 7일까지 닛폰 TV 계열에서 매주 수요일 22:00 ~ 23:00 (〈수요드라마〉 시간대)에 방송되었다. 주연은 이시하라 사토미.
스페셜 드라마 《수수하지만 굉장해! DX (디럭스) 교열걸 코노 에츠코》로 2017년 9월 20일에 방송되었다.

### 캐스트
- 코노 에츠코 (28) - 이시하라 사토미
- 오리하라 유키토 (23) - 스다 마사키
- 모리오 토요코 (26) - 혼다 츠바사
- 카이즈카 하치로 (36) - 아오키 무네타카
- 타케하라 (51) - 키시타니 고로
- 후지이와 리온 (35) - 에구치 노리코
- 요네오카 미츠오 (36) - 와다 마사토
- 오다 타이쇼 (48) - 타구치 히로마사
- 이마이 세실 (23) - 아다치 리카
- 사토 유리 (25) - 소다 마리에
- 마사무네 노부요시 (23) - 스기노 요스케
- 아오키 쇼헤이 (26) - 마츠카와 나루키
- 사카시타 코즈에 (40) - 아소 카호리
- 메구로 신이치로 (50) - 타카하시 오사무
- 히가시야마 - 미스타 친
- 니시다 - 나가에 히데카즈
- 키타가와 - 텐쵸 마츠모토
- 카메이 사야카 (42) - 요시모토 미요코
- 하타노 노조미 (35) - 이세 카요

### 스태프
- 원작 - 미야기 아야코
- 각본 - 나카타니 마유미, 카와사키 이즈미
- 음악 - 오오마마 타카시
- 주제가 - 칸나 치세 〈Heaven's Door ~태양이 비치는 곳~〉 (유니버설 뮤직)
- 오프닝 테마 - chay 〈12월의 비〉 (워너 뮤직 재팬)
- 치프 프로듀서 - 니시 노리히코
- 프로듀서 - 오다 레나, 모리 마사히로, 오카다 카즈노리 (코와 인터내셔널)
- 연출 - 사토 토야, 코무로 나오코
- 제작 협력 - 코와 인터내셔널
- 제작 저작 - 닛폰 TV

### 방송 일자
| 각 화                                                       | 방송일          | 부제                                                        | 각본            | 연출          | 시청률 |
| ----------------------------------------------------------- | --------------- | ----------------------------------------------------------- | --------------- | ------------- | ------ |
| 제1화                                                       | 2016년 10월 5일 | 왜 내가 교열에? 멋쟁이 교열걸이 대활약!                     | 나카타니 마유미 | 사토 토야     | 12.9%  |
| 제2화                                                       | 10월 12일       | 독설&색다른 교열걸! 힘이 넘쳐서 대실패                      | 나카타니 마유미 | 사토 토야     | 11.2%  |
| 제3화                                                       | 10월 19일       | 독설&색다른 교열걸! 불합리 룰에 항의하다                    | 나카타니 마유미 | 코무로 나오코 | 12.8%  |
| 제4화                                                       | 10월 26일       | 교열VS파파라치 여배우의 꿈을 파괴하는 기자에게 진심 분노    | 카와사키 이즈미 | 모리 마사히로 | 11.2%  |
| 제5화                                                       | 11월 2일        | 색다른 교열걸! 카리스마 스타일리스트에게 항의하다           | 나카타니 마유미 | 사토 토야     | 11.6%  |
| 제6화                                                       | 11월 9일        | 하룻밤에 긴급 교열! 모여라! 작자&편집&교열 눈물의 책 만들기 | 카와사키 이즈미 | 코무로 나오코 | 13.2%  |
| 제7화                                                       | 11월 16일       | 유키토의 충격 과거를 교열! 사실 확인하면 파국?              | 카와사키 이즈미 | 모리 마사히로 | 12.5%  |
| 제8화                                                       | 11월 23일       | 에츠코vs부장의 전 여친... 일도 연애도 전력에는 전력 반환    | 카와사키 이즈미 | 사토 토야     | 12.7%  |
| 제9화                                                       | 11월 30일       | 교열은 없어도 되는 일? 긴급 사태! 에츠코가 수수하게         | 나카타니 마유미 | 코무로 나오코 | 13.2%  |
| 최종화                                                      | 12월 7일        | 패션지에 이동? 교열부 위기! 에츠코가 선택한 길              | 나카타니 마유미 | 사토 토야     | 12.3%  |
| 평균 시청률 12.4% (시청률은 칸토 지구·비디오 리서치사 조사) |                 |                                                             |                 |               |        |

- 첫회·최종화 10분 확대 (22:00 ~ 23:10).

### 스핀오프 드라마
《수수하지만 굉장해! 교열걸 코노 에츠코...가없는 수요일》라는 제목으로 2016년 11월 30일부터 Hulu에서 총 3회에걸쳐 방송. 코노 에츠코가 없는 교열 부의 모습을 그리고있다.